# Invasiv art
En invasiv art är en art som introducerats till områden utanför sitt ursprungliga utbredningsområde, som sprider sig av egen kraft, som skadar ekosystemet som de introducerats till, hotar den biologiska mångfalden, har negativa effekter på jordbruk och dylikt, åstadkommer ekonomisk skada, eller påverkar hälsan negativt hos djur, natur och människor.
Invasiva arter kan ha introducerats oavsiktligt eller avsiktligt. Exempel på oavsiktlig introduktion är rovvattenloppa, som medföljt fartygs barlastvatten från Svarta havet till Östersjön och de Stora sjöarna i USA/Kanada, och blivit invasiv i vissa länder och till skada för fiskenäringen, och även är etablerad och potentiellt invasiv i Sverige. Ett annat exempel på oavsiktligt introducerade arter är parasiter och virus, som transporteras till nya biotoper av flyttfåglar.
Ett exempel på avsiktlig, men misslyckad introduktion är det försök man gjorde i Australien med biologisk bekämpning av skadedjur. Från England importerades sparvar med avsikt att dessa skulle äta en insekt som skadade odlingar. Sparvarna etablerade sig emellertid så väl, att de själva blev ett skadedjur och därmed kategoriseras som invasiva.

## Sverige

### EU-förbud

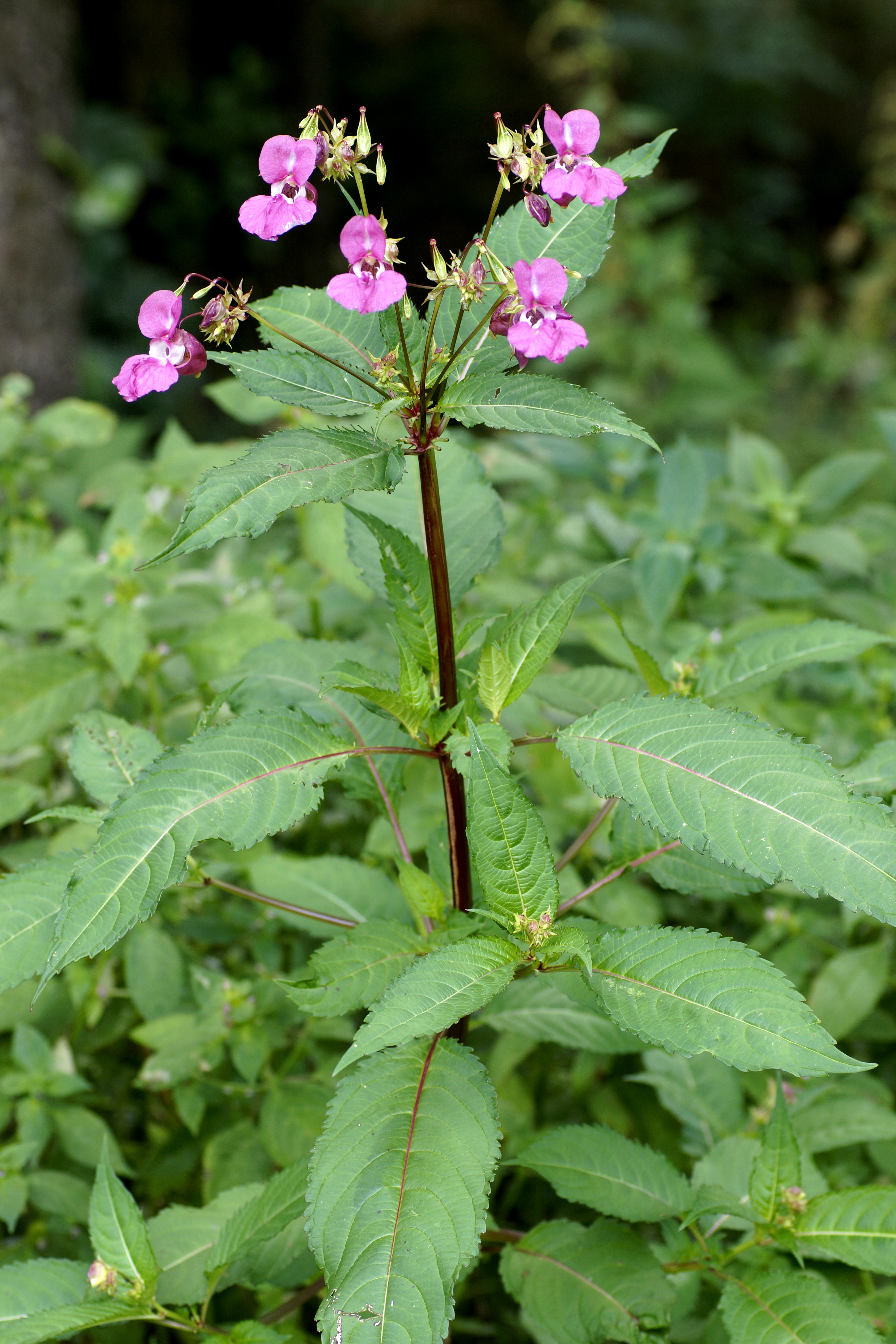
Jättebalsamin i Selbitz i Tyskland.

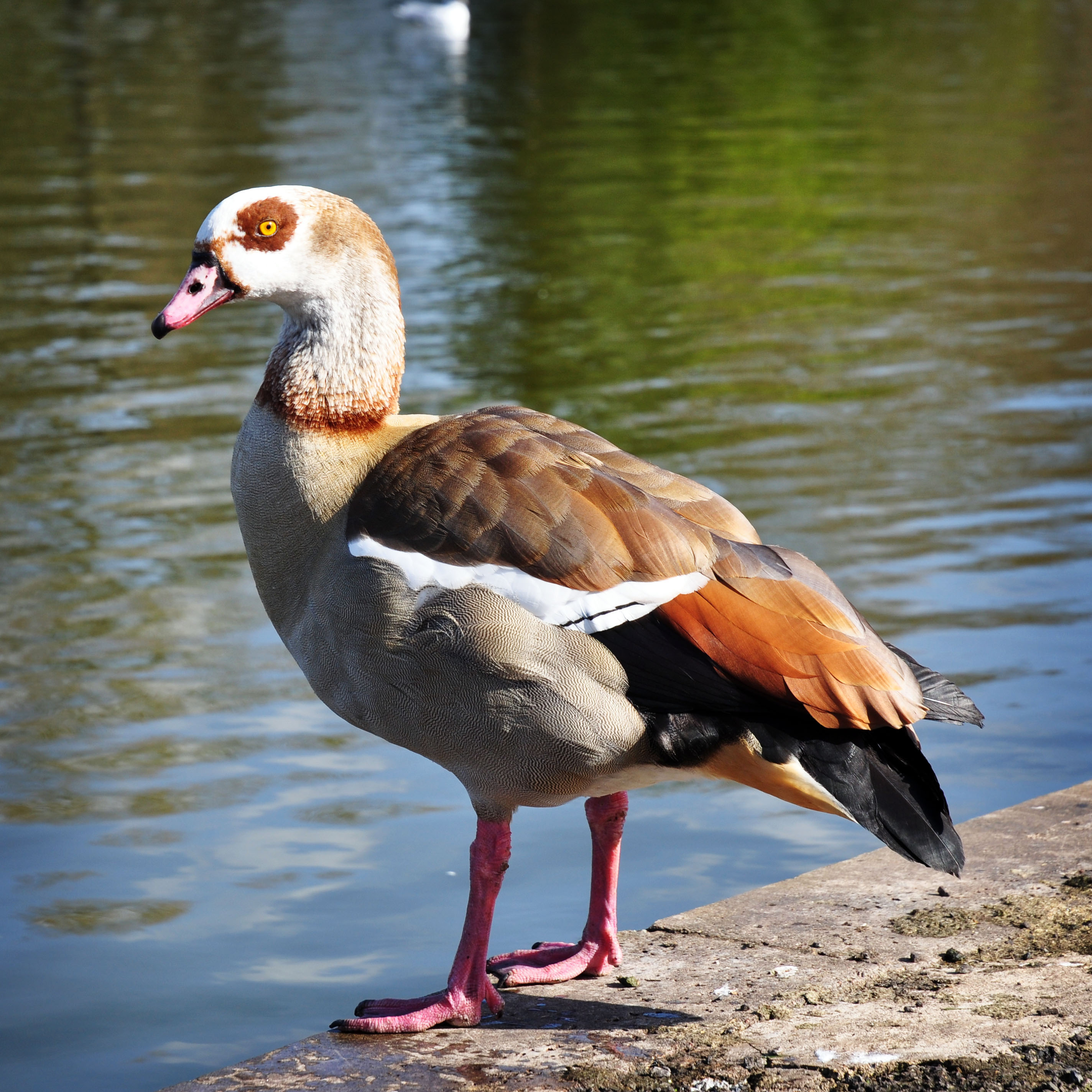
Nilgås i London.

Följande främmande arter kategoriseras som invasiva av EU, och förekommer i svensk natur enligt Naturvårdsverket och Havs- och vattenmyndigheten år 2019. Det är således förbjudet att byta, odla, föda upp, transportera och använda dem inom EU enligt EU-förordning 1143/2014:
- Naturvårdsverkets ansvar:
  - Jättebalsamin (Impatiens glandulifera) - stor spridning[4]
  - Jätteloka (Heracleum mantegazzianum) - stor spridning
  - Bisam (Ondatra zibethicus) - etablerad
  - Gudaträd (Ailanthus altissima) - etablerad
  - Gul skunkkalla (Lysichiton americanus) - etablerad
  - Sidenört (Asclepias syriaca) - etablerad
  - Tromsöloka (Heracleum persicum) - etablerad
  - Mårdhund (Nyctereutes procyonoides) - etablerad
  - Nilgås (Alopochen aegyptiaca) - sporadisk förekomst
  - Brunmajna (Acridotheres tristis) - sporadisk förekomst
  - Japansk humle (Humulus japonicus) - sporadisk förekomst
  - Sibirisk jordekorre (Tamias sibiricus) - sporadisk förekomst
  - Tvättbjörn (Procyon lotor) - sporadisk förekomst
  - Amerikansk kopparand (Oxyura jamaicensis) - sporadisk förekomst
- Havs- och vattenmyndighetens ansvar:
  - Signalkräfta (Pacifastacus leniusculus) - stor spridning
  - Smal vattenpest (Elodea nuttallii) - etablerad
  - Gulbukad, gulörad och rödörad vattensköldpadda och (underarter till Trachemys scripta) - etablerad men reproducerar sig historiskt inte i svenskt vatten
  - Kabomba (Cabomba caroliniana) - sporadisk förekomst
  - Solabborre (Lepomis gibbosus) - sporadisk förekomst
  - Kinesisk ullhandskrabba (Eriocheir sinensis) - reproducerar sig inte i svenskt vatten
  - Marmorkräfta (Procambarus fallax f. virginalis) - sporadisk förekomst

Följande förekommer inte i svensk natur idag, men är förbjudna att hanteras inom EU, och är på miljöövervakares fokuslista med riskklass 5 av 5 att vara invasiva i Sverige:
- Naturvårdsverkets ansvar:
  - Bandslätting (Pseudorasbora parva)
  - Helig ibis (Threskiornis aethiopicus)
  - Oxgroda (Lithobates (Rana) catesbeianus)
  - Rödmagad trädekorre (Callosciurus erythraeus)
  - Tvättbjörn (Procyon lotor)
  - Östlig gråekorre (Sciurus carolinensis)
- Havs- och vattenmyndighetens ansvar:
  - Amursömnfisk (Perccottus glenii)
  - Gulvårtskräfta (Orconectes virilis)
  - Röd sumpkräfta (Procambarus clarkii)
  - Taggkindskräfta (Faxonius limosus)

### Icke-förbjudna potentiellt invasiva arter

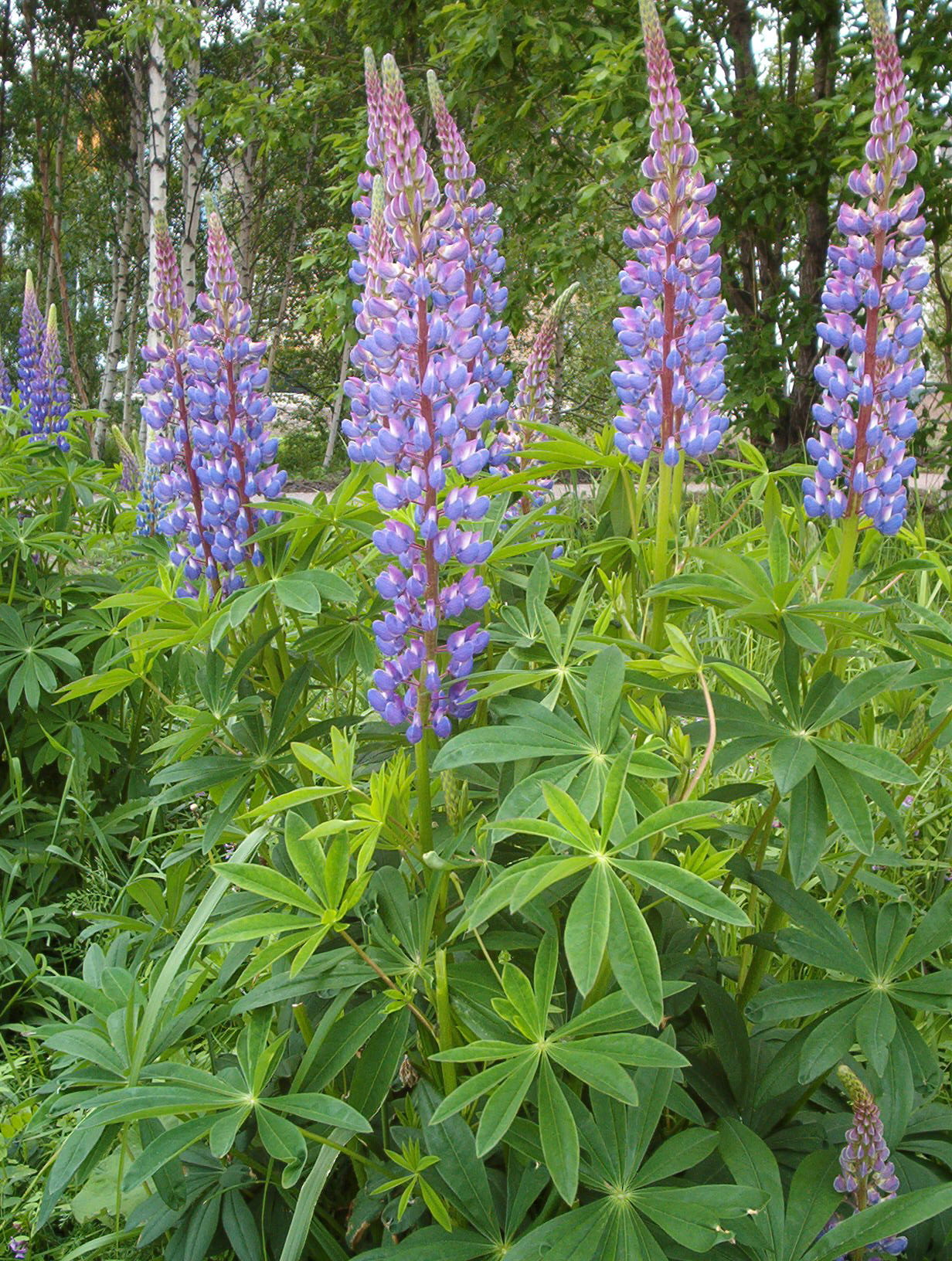
Blomsterlupin.

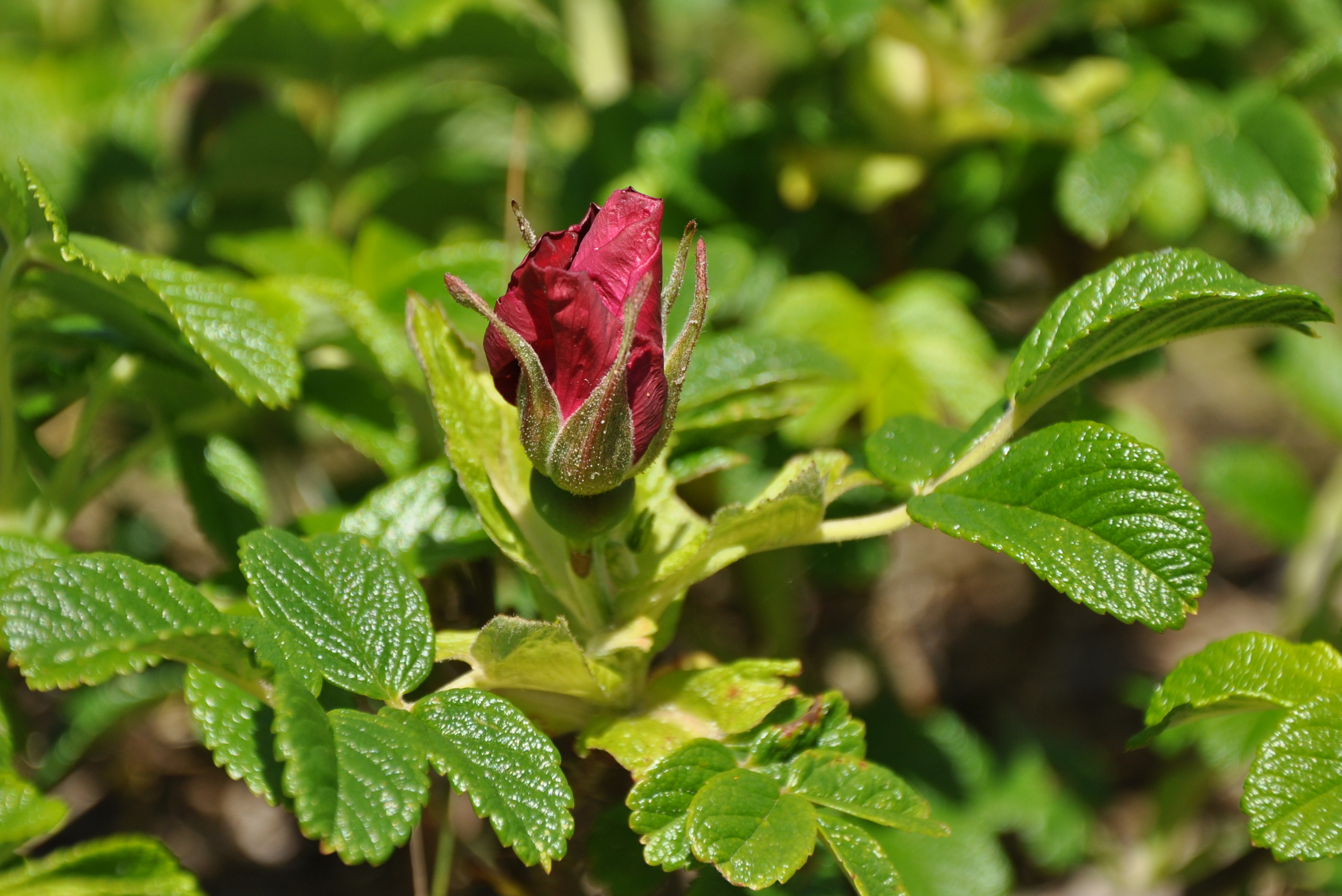
Vresros i Polen.

Följande främmande arter är inte förbjudna enligt EU:s lista över invasiva arter, men är eller riskerar att bli invasiva i Sverige enligt Naturvårdsverket 2019, som rekommenderar att spridningen begränsas:
- Mink (Neovison vison)* - stor spridning[4]
- Mördarsnigel (Arion vulgaris)* ** - stor spridning
- Vattenpest (Elodea canadensis)* ** - stor spridning
- Blomsterlupin (Lupinus polyphyllus)** - stor spridning
- Parkslide (Reynoutria japonica)**
- Sjögull (Nymphoides peltata)**
- Vresros (Rosa rugosa)**
- Silverruda (Carassius gibelio)
- Sydfyrling/vattenkrassula (Crassula helmsii)* - förbjuden handel i Storbritannien[6], etablerad på två fyndplatser i Sverige[7]

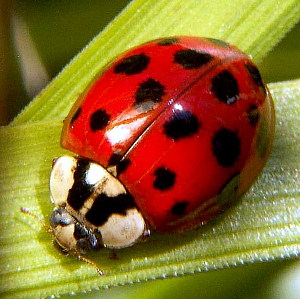
Harlekinnyckelpiga.

Följande är etablerade främmande arter i Sverige som är potentiellt invasiva med riskklass 5 av 5 enligt Havs- och vattenmyndigheten, som rekommenderar att miljöövervakare fokuserar på att rapportera bl.a. dessa arter. Arterna är inte listade av EU:
- Vandrarmussla (Dreissena polymorpha)* **[4]
- Rovvattenloppa (Cercopagis pengoi)* **
- Vattenpest (Elodea canadensis)* **
- Ostronpest (Crepidula fornicata)* **
- Svartmunnad smörbult (Neogobius melanostomus)**
- Amerikansk kammanet (Mnemiopsis leidyi)**
- Röd pungräka (Hemimysis anomala)**
- Blåskrabba (Hemigrapsus sanguineus)
- Kinesisk dammussla (Sinanodonta woodiana)
- Småprickig penselkrabba (Hemigrapsus takanoi)
- Stenkrabba (Cancer irroratus)
- Puckellax (Oncorhynchus gorbuscha)
- Japanskt jätteostron (Magallana gigas)

Följande förekommer inte i Sverige, men i Sveriges närområde, och är på miljöövervakares fokuslista med riskklass 5 av 5 att vara invasiva i Sverige enligt Havs- och vattenmyndigheten:
- Bighead goby (Ponticola kessleri)
- Quaggamussla (Dreissena bugensis)
- Orconectes immunis
- Palaemon macrodactylus
- Procambarus acutus

Följande är exempel på främmande arter som enligt forskare är eller potentiellt kan blir invasiva i Sverige, men som hittills (2019) inte har listats av svenska myndigheter som problematiska:
- Harlekinnyckelpiga (Harmonia axyridis)**
- Kanadensiskt gullris (Solidago canadensis)**
- Kotulor (Cotula)**

*) Invasiv i vissa länder enligt Invasive Species Specialist Group.

**) Invasiv i vissa europeiska länder enligt databasen European Network on Invasive Alien Species (NOBANIS)

### Andra främmande arter med stor spridning
Följande är främmande arter som har fått stor spridning i svensk natur enligt Naturvårdsverket 2019, men som inte har listats av myndigheter som invasiva i Sverige:
- Kanadagås (Branta canadensis)* **
- Kräftpest som förorsakas av algsvampen Aphanomyces astaci* **
- Regnbåge (Oncorhynchus mykiss)* **
- Fälthare (Lepus europaeus)*
- Ryssgubbe (Bunias orientalis)**
- Backskärvfrö (Thlaspi caerulescens)
- Contortatall (Pinus contorta)
- Fasan (Phasianus colchicus)
- Svarthuvad snigel (Krynickillus melanocephalus)

*) Invasiv i vissa länder enligt Invasive Species Specialist Group.

**) Invasiv i vissa Europeiska länder enligt databasen European Network on Invasive Alien Species (NOBANIS)

## Finland
Finland har en nationell förteckning över invasiva främmande arter. Denna förteckning är en del av statsrådets förordning om hantering av risker orsakade av invasiva främmande arter som trädde i kraft den 15 augusti 2023.
I den nationella förteckningen över invasiva främmande arter ingår några artgrupper av däggdjur:
- främmande rovdjur
  - Mink (Neovison vison)
  - Stenmård (Martes foina)
  - Sobel (Martes zibellina)
  - Varghybrid (hundvarg)
- främmande fladdermöss
- jordekorrar (släktet Tamias)

Av fåglar ingår följande artgrupper:
- främmande falkfåglar
  - Till exempel tatarfalken (Falco cherrug)
- främmande hökfåglar
- främmande ugglefåglar
- främmande kråkfåglar

Enligt miljöministeriet kan dessa arter vara särskilt skadliga för naturens biologiska mångfald när de jagar och konkurrerar om boplatser och näring, samt i och med att de kan sprida sjukdomar.
I förteckningen ingår även vissa grodarter samt sandödla (Lacerta agilis), mördarsnigel (Arion vulgaris) och svarthuvad snigel (Krynickillus melanocephalus).
Växtarter i den nationella förteckningen över invasiva främmande arter:
- Sandlupin (Lupinus nootkatensis)
- Hampstånds (Jacobaea cannabifolia)
- Hybridslide (Reynoutria ×bohemica)

- Parkslide (Reynoutria japonica)
- Jätteslide (Fallopia sachalinensis)
- Vattenpest (Elodea canadensis)
- Blomsterlupin (Lupinus polyphyllus)
- Vresros (Rosa rugosa)
- Apelsinbalsamin (Impatiens capensis)
- Kanadensiskt gullris (Solidago canadensis)
- Höstgullris (Solidago gigantea)
- Jättegullris (Solidago altissima)
- Rönnspirea (Sorbaria sorbifolia)
- Vitspirea (Spiraea alba)
- Tysklönn (Acer pseudoplatanus)

Sedan 2022 har markägare i Finland haft en skyldighet att ta bort vresros från sina ägor.